# Андреевский, Валентин Павлович
Валентин Павлович Андреевский (Андриевский) (30 июня 1913, город Харьков, теперь Харьковской области — 18 сентября 1998, город Харьков Харьковской области) — украинский советский деятель, новатор производства, регулировщик, бригадир комплексной бригады регулировщиков Харьковского электромеханического завода (радиозавода «Протон») Харьковской области. Депутат Верховного Совета УССР 7-8-го созывов. Герой Социалистического Труда (29.07.1966).

## Биография
В 1931—1935 годах работал связистом в Бердичевской строительной конторе на Житомирщине, а затем в Харьковском строительном тресте.
В 1935—1937 годах — в Красной армии, участник боев против японских войск на Халхин-Голе.
В 1937—1941 годах — настройщик Харьковского государственного союзного завода № 193 Народного комиссариата оборонной промышленности (с января 1939 — авиационной промышленности, а с апреля 1940 — электропромышленности) СССР. Летом 1941 года вместе с заводом был эвакуирован в город Касли Челябинской области РСФСР.
В 1942—1946 годах — в Красной армии. Служил курсантом 1-го Тюменского пехотного училища. Затем командовал стрелковым взводом в этом же училище, готовил кадры связистов для фронта. В 1946 году демобилизовался и переехал в Харьков.
В 1946—1984 годах — регулировщик, бригадир комплексной бригады регулировщиков, контроллер Харьковского государственного союзного электромеханического завода № 158 Министерства радиопромышленности СССР (с 1966 года — Харьковского радиозавода «Протон» Харьковского производственного объединения «Протон»).
Управляемая Андреевским комплексная бригада за 7 лет выполнила 12 годовых норм, за год выполняла нормы выработки на 150—160 % при отличном качестве продукции.
Андреевский был автором 24 рационализаторских предложений, внедрение которых дало десятки тысяч рублей экономии.
С 1984 года — на пенсии в городе Харькове.

## Звание
- лейтенант

## Награды
- Герой Социалистического Труда (29.07.1966)
- орден Ленина (29.07.1966)
- ордена
- медали